# Filmoor-Standschützenhütte
Die Filmoor-Standschützenhütte ist eine Schutzhütte der Sektion Austria des ÖAV am Karnischen Hauptkamm.

## Lage
Die Hütte befindet sich auf den Filmoorböden, in Tirol nördlich der Grenze zur italienischen Provinz Belluno und südöstlich unterhalb der Großen Kinigat. Die Schutzhütte liegt am Karnischen Höhenweg zwischen der Porzehütte und der Obstansersee-Hütte und ist ebenso ein Stützpunkt des Friedenswegs.

## Geschichte
In den 1970er Jahren begann der Verein der Dolomitenfreunde unter der Leitung von Walther Schaumann mit der Wiederherstellung des Karnischen Höhenwegs. Dies erforderte auch die Errichtung oder den Wiederaufbau von Schutzhütten. Im Zuge dessen wurde auf Initiative von Walther Schaumann im Jahr 1976 mit dem Bau der Filmoorhütte durch Angehörige des Landwehrstammregiments 64 Lienz (das heutige Jägerbataillon 24 in Österreichs Bundesheer) und freiwilligen Helfern aus dem Verein der Dolomitenfreunde begonnen. Die Finanzierung erfolgte hauptsächlich durch die Sektion Austria. Das Baumaterial, teilweise auch von Gemeinden und Agrargemeinschaften finanziert, wurde mit Hilfe von Hubschraubern, Haflingern des Bundesheers und „Gepäckmärschen“ der Soldaten auf die Filmoorböden gebracht. Nach langen Wochenendarbeiten konnte die Hütte im Folgejahr fertiggestellt werden und wurde am 14. August 1977 eingeweiht.
Zur Erinnerung an die Gefechte während des Gebirgskrieges im Juli 1915 um Filmoor und Kinigat und den unermüdlichen Einsatz der Lesachtaler Standschützen bekam die Hütte, auf Anregung von Othmar Doblander, dem damaligen Lienzer Bezirkshauptmann, den Namen Standschützenhütte.
Anfangs wurde die Hütte von Bundesheerbediensteten betreut, bis sie die Sektion Austria übernahm. Die Haflinger des Bundesheeres übernahmen fast 30 Jahre lang die Versorgung der Hütte mit Holz.
1990 wurde eine kleine Schlafhütte dazugebaut. Die inzwischen zu kleine Hütte wurde 2000 generalsaniert und ein eigener Sanitärtrakt angebaut. Die alten Schlaflager wurden 2007 durch eine größere, unterkellerte Schlafhütte ersetzt und eine moderne Kläranlage in Betrieb genommen.

## Zustiege
Zur Filmoor-Standschützenhütte sind folgende Aufstiege möglich:
- Von Kartitsch/Rauchenbach durch das Erschbaumertal in einer Gehzeit von 3,5 bis 4 Stunden oder über das Schöntal in 3,5 Stunden.
- Vom Kartitscher Sattel über das Schöntal in 3,5 Stunden.
- Von Leiten über das Leitnertal und die Stuckenseen (Unterer Stuckensee (1928 m) und Oberer Stuckensee (2032 m)) in 3 bis 5 Stunden.

## Touren
Über den Karnischen Höhenweg sind von der Filmoor-Standschützenhütte aus, unter anderem, folgende Hütten erreichbar:
- Obstansersee-Hütte (2304 m) in einer Gehzeit von 3 Stunden
- Porzehütte (1942 m) in 3 Stunden
- Sillianer Hütte (2447 m) in 7 Stunden
- Hochweißsteinhaus (1868 m) in 11 Stunden

Außerdem gibt es folgende Gipfelziele:
- Große Kinigat (2689 m) in 1 Stunde
- Filmoorhöhe (2457 m) mit Klettersteig „Corrado d´Ambros“ in ½ Stunden

## Bilder

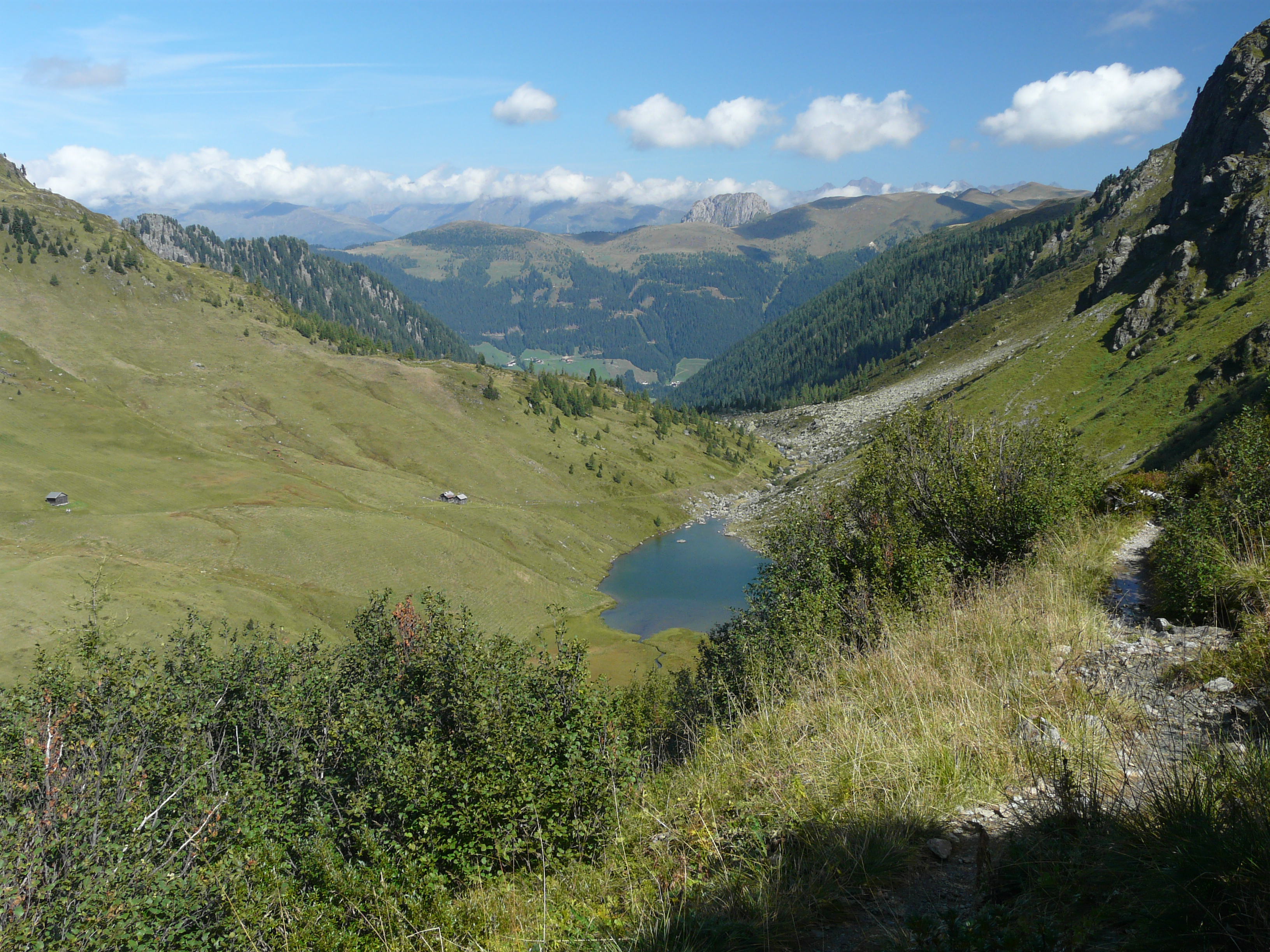
Zustieg über den Unteren Stuckensee im Leitnertal (Blick nach Norden)
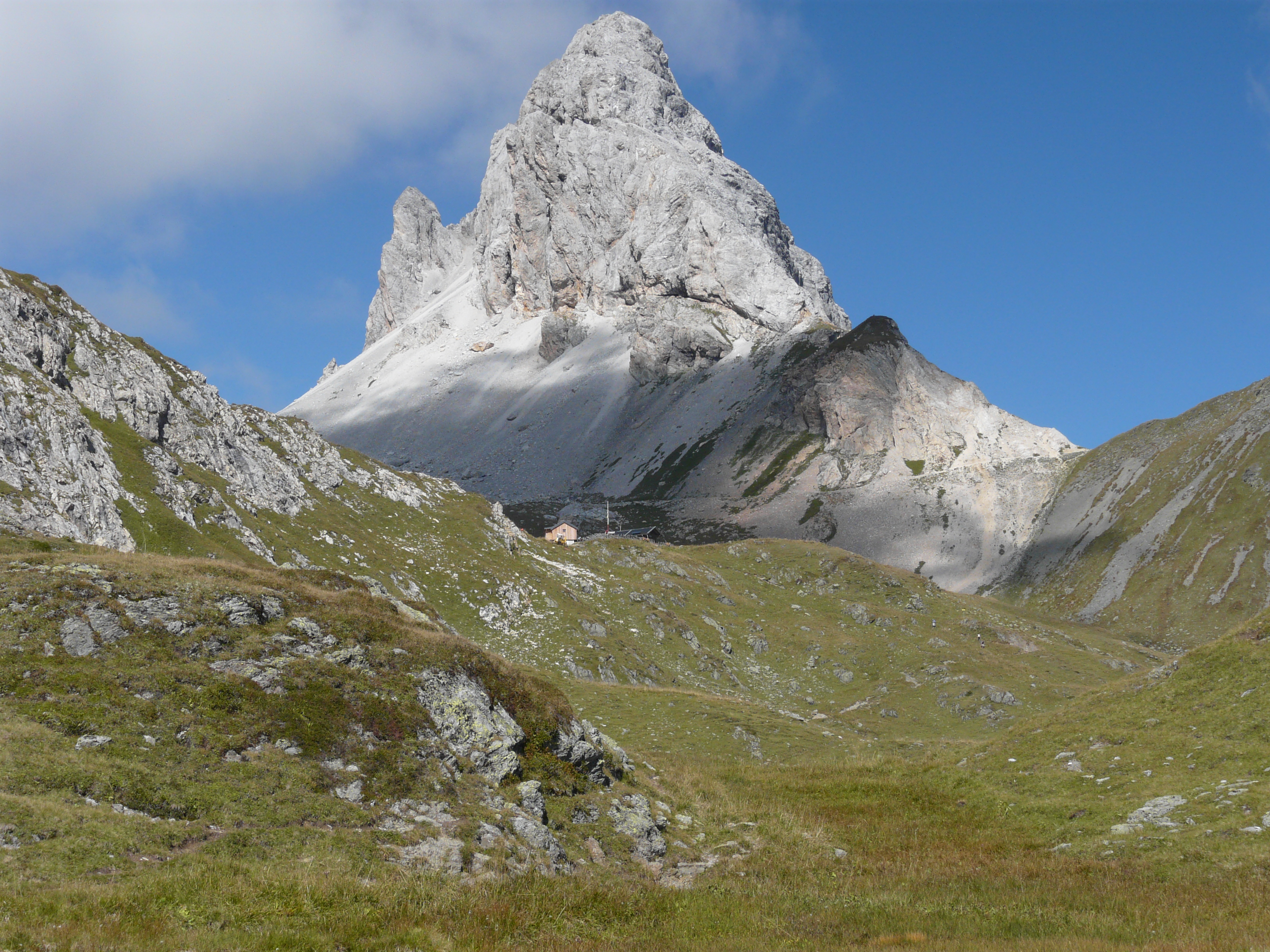
Filmoor-Standschützenhütte vor der Großen Kinigat
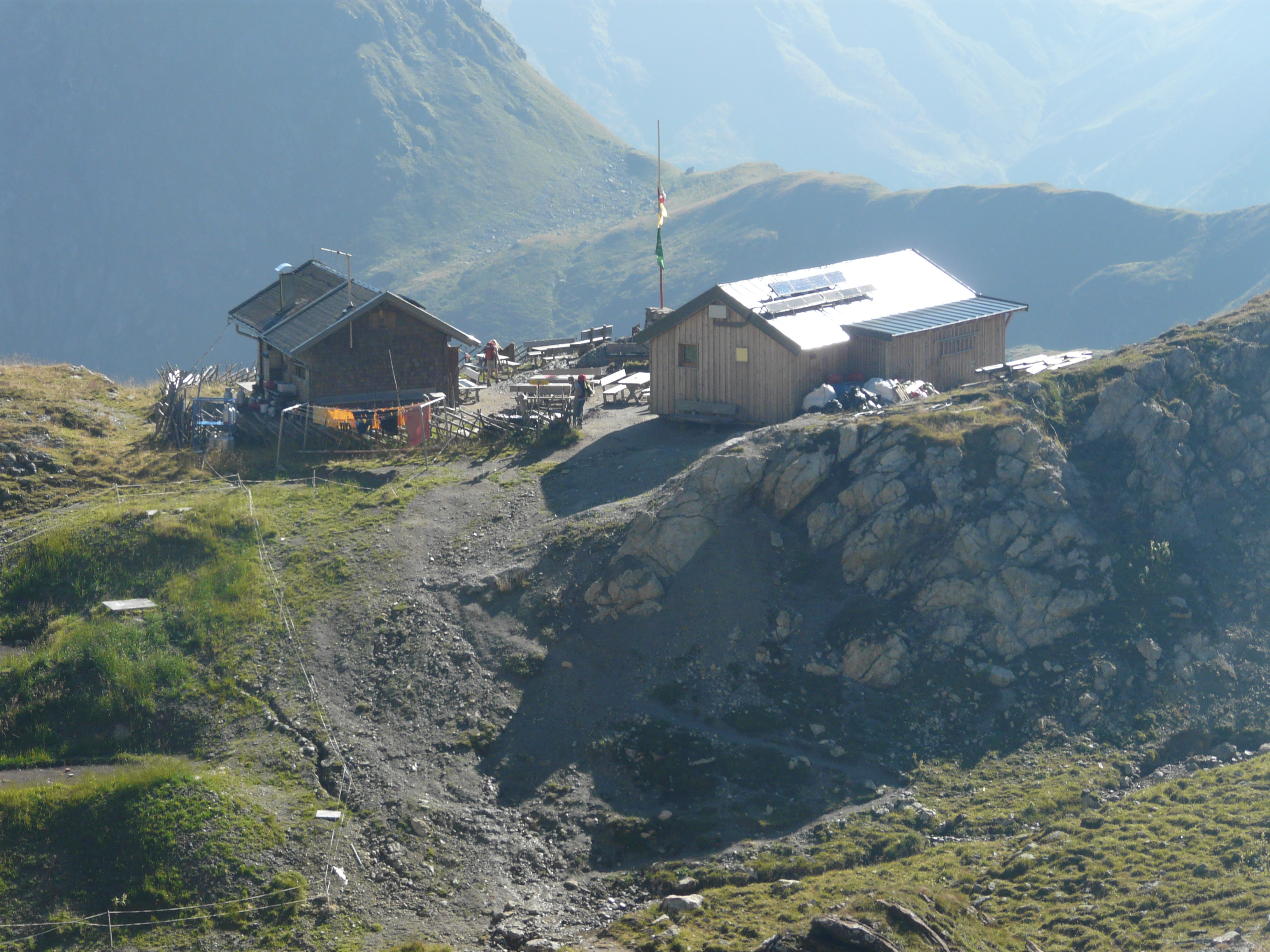
Haupt- und Nebengebäude der Hütte
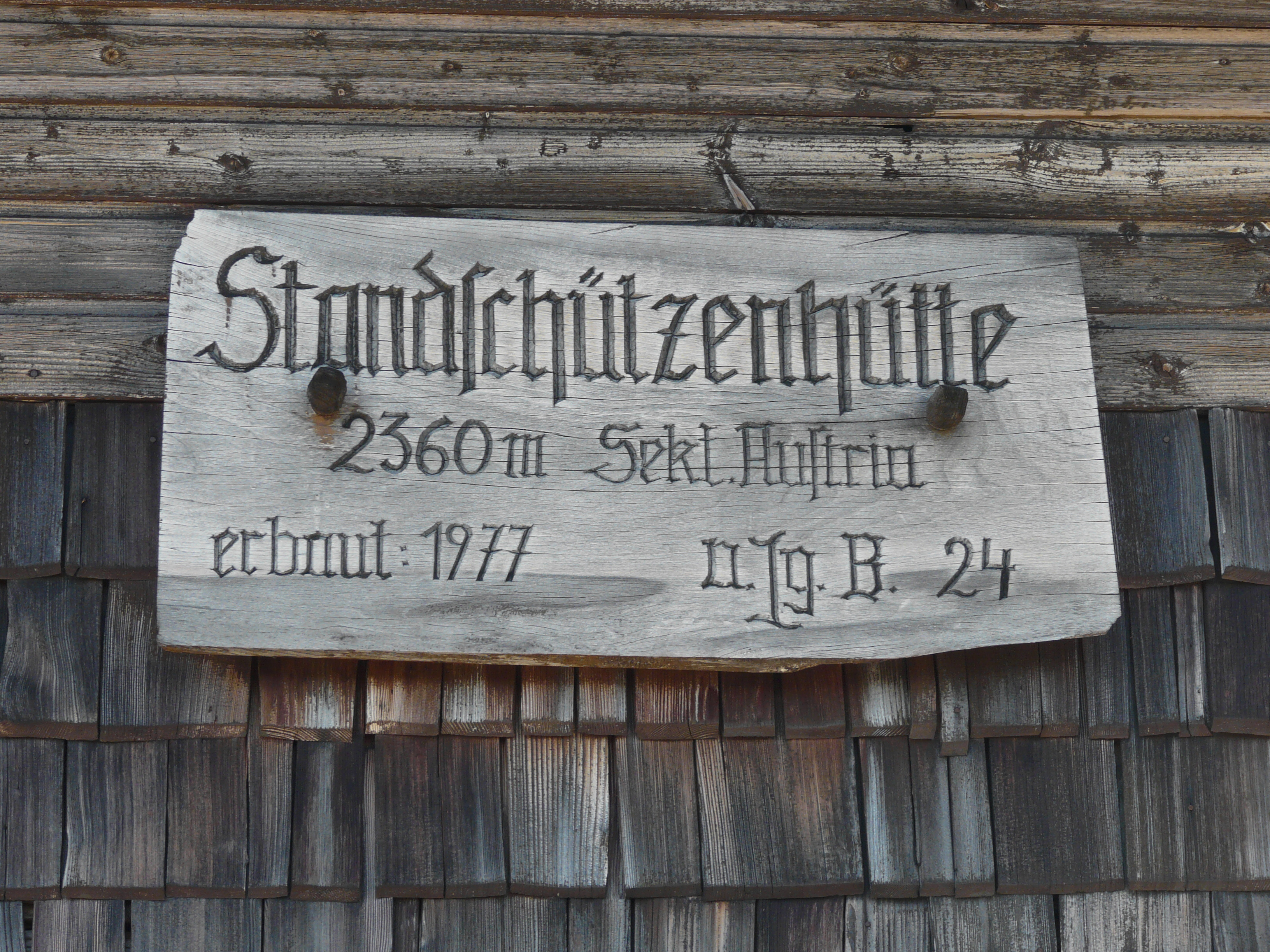
Wandtafel der Filmoor-Standschützenhütte
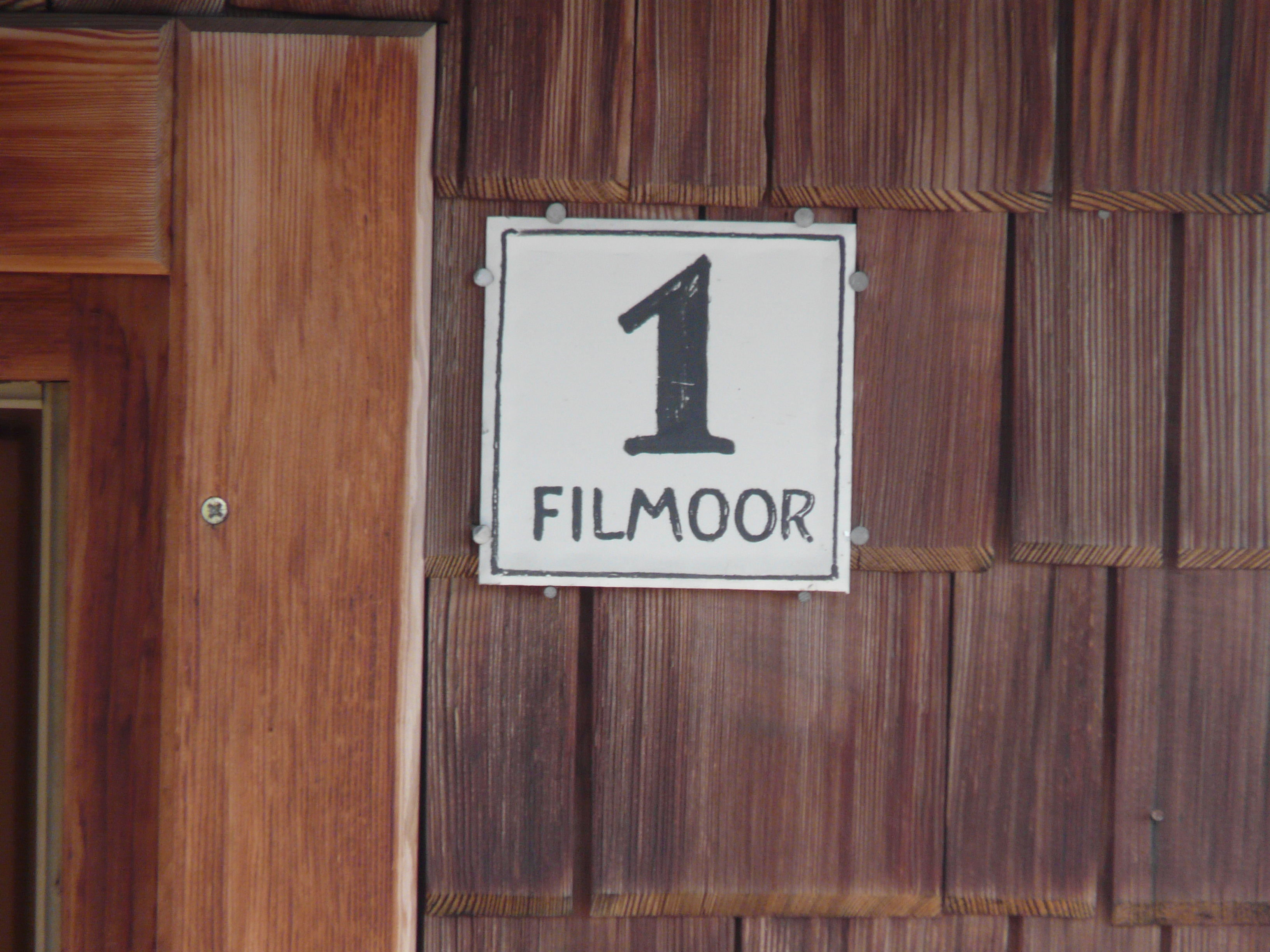
Hausnummer der Filmoor-Standschützenhütte